# David Wallis Reeves
David Wallis Reeves (ook: David Wallace Reeves) (Owego (New York) (Tioga County (New York)), 14 februari 1838 – Providence (Rhode Island), 8 maart 1900) was een Amerikaans componist, dirigent en kornettist.

## Levensloop
Reeves speelde op 14-jarige leeftijd mee in de Oswego Band. Eerst speelde hij hoorn in Es. Nadat hij "Dan Rice's circus band" met de Es-kornettist Thomas Canham gehoord had, besloot hij met deze circus voor drie zomers op reis te gaan, om kornetles van Canham te krijgen. Als hij het goed studeert had, speelde hij kornet en bugel in zijn Oswego Band. Vanaf 1860 werd hij lid van Rumsey & Newcombe Minstrels, die door de Verenigde Staten en Europa reisden. Naar de terugkomst van deze groep werd hij solo cornettist in de Dodworth Band en van het orkest van het Lucy Rushton Theater in New York. Naar een solo-optreden met de "Dodworth Band" in Providence (Rhode Island) werd hij vanaf 7 februari 1866 opvolger van Joseph E. Greene als dirigent van de American Band of Providence, Rhode Island. In deze functie verbleef hij 25 jaar.
Voor dit harmonieorkest schreef hij meer dan 100 marsen en het werd toen een van de meest bekende orkesten in de Verenigde Staten. Reeves was een pionier in het gebruik van contra-melodieën in zijn eigen marsen. Naast marsen componeerde hij 3 operetten, fantasieën, polka's, quadrilles, en solo werken voor cornet en harmonieorkest.
Nadat Patrick Sarsfield Gilmore op 24 september 1892 overleed, werd niet zijn assistent Charles W. Freudenvoll dirigent van het bekende harmonieorkest van Gilmore, maar David Wallace Reeves. Alhoewel hij met zijn eigen American Band of Providence, Rhode Island op concertreis in Tacoma was, wisselde Reeves als dirigent naar het harmonieorkest van Gilmore. Met Gilmores harmonieorkest speelde hij onder anderen tijdens de Columbian Exposition in Chicago in 1893, de Pittsburgh Exposition in 1894. In hetzelfde jaar verliet hij de "Gilmore Band" en ging weer terug naar zijn American Band of Providence, Rhode Island.
Naar zijn dood werd de fontein in de "Roger Williams Park" in Providence, Rhode Island, naar hem benoemd.

## Composities (selectie)

### Werken voor harmonieorkest
- 1878 Yankee Doodle, humoristische fantasie
- 1888 Second Regiment - Connecticut National Guard March (ook bekend als: "The 2nd Connecticut Regiment March")
- 1894 Evening Call - Scenes Descriptive of a Young Man's Call on His Girl
- The Flag
- Guide
- Centennial March
- Variations on Niccolò Paganini’s "Carnival of Venice"